# 貨運代理人

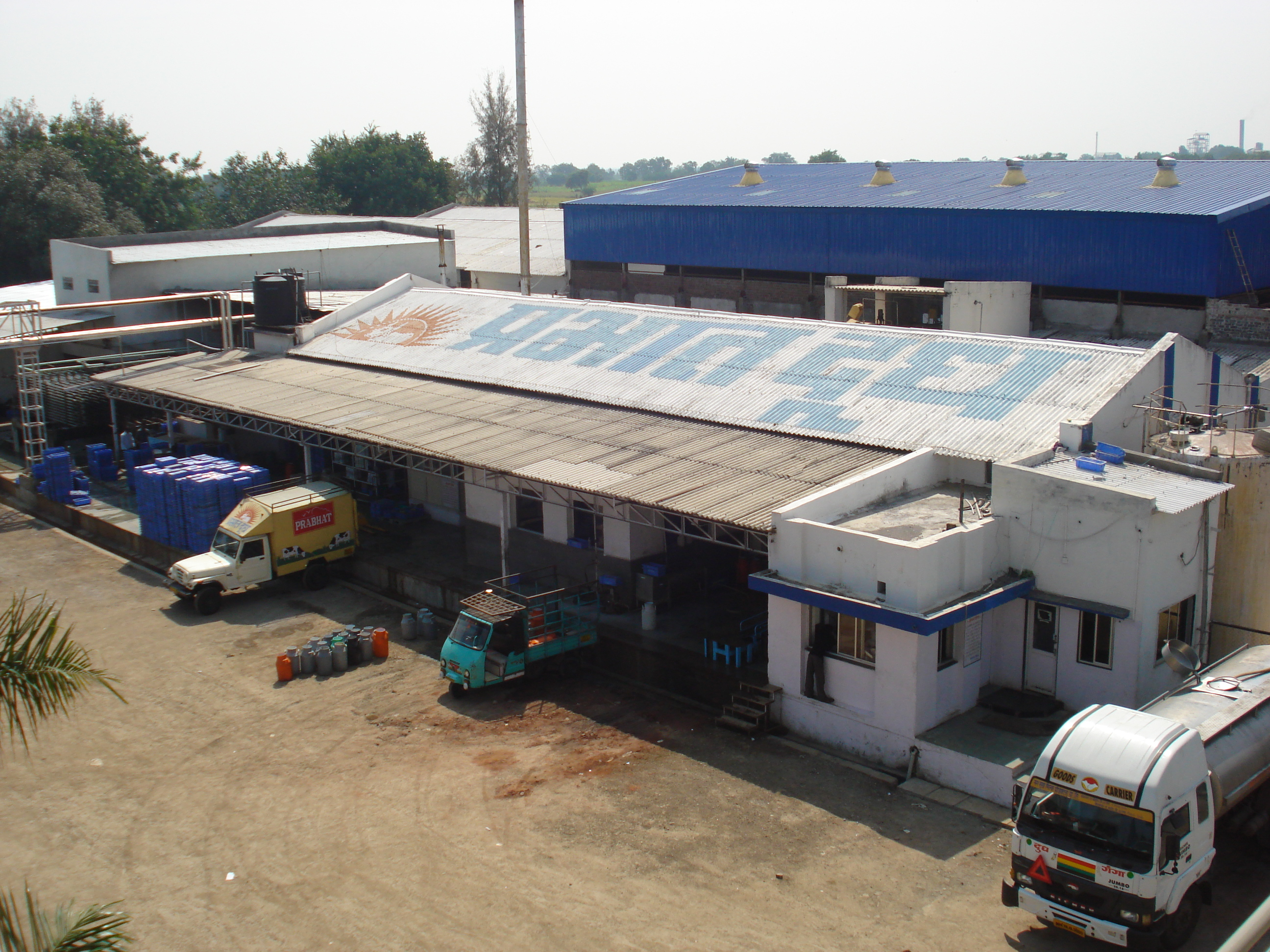
印度一個貨運代理公司

貨運代理人（英語：Forwarder/Freight Forwarder），主要以收取佣金或賺取差價為報酬之運送業者。多数的货运代理人提供整个货柜的运送服务，但拼箱货运代理人主要以提供收受不足整個貨櫃的貨物，再集中其他貨物以整併成一個貨櫃，再交由船公司運到目的地。該行業在臺灣又稱為"貨運承攬運送業"，臺灣的海運承攬運送業者通常以收取零擔貨物為主，再藉由將不同托運人委託運送的貨物依照卸貨港的分佈， 依照體積與重量進行組合而集結成為一個整櫃貨物，承攬運送業者對於膨鬆展體積的貨物，會依照貨物的材積大小來進行運費收取，反之對於密度較高的貨物則會依照貨物的重量進行收取運費，務必使整個貨櫃的運費收取達到最大化的境界。